# Championnat du Pakistan féminin de football
Le championnat du Pakistan de football féminin est une compétition de football féminin créée en 2005.

## Palmarès
| Saison         | Champion           |
| -------------- | ------------------ |
| 2005           | Punjab             |
| 2006           | WAPDA              |
| 2007           | Sports Sciences    |
| 2008           | Young Rising Star  |
| 2009           | Malavan BA         |
| 2010           | Young Rising Star  |
| 2011           | Young Rising Star  |
| 2012           | Young Rising Star  |
| 2013           | Young Rising Star  |
| 2014           | Balochistan United |
| de 2015 à 2017 | non disputé        |
| 2018           | Pakistan Army      |
| 2019-2020      | Pakistan Army      |

### Bilan par clubs
- 5 titres : Young Rising Star (Rawalpindi)
- 2 titres : Pakistan Army
- 1 titre: Balochistan United WFC (Quetta), Sports Sciences (Lahore), Malavan (Bandar Anzali), Punjab